# 1894 en Grèce
Chronologie de la Grèce
- 1890
- 1891
- 1892
- 1893
- 1894
- 1895
- 1896
- 1897
- 1898

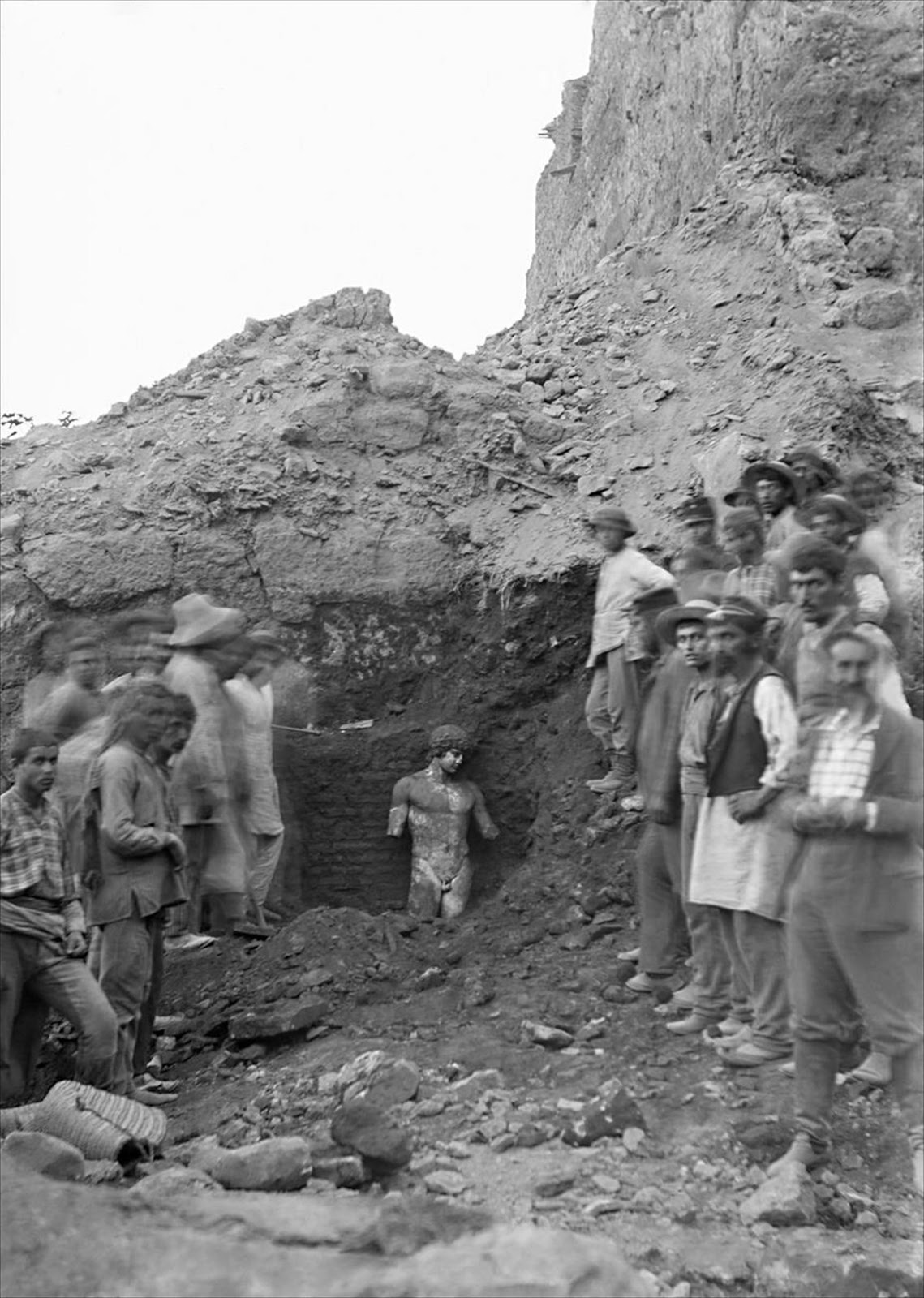
Découverte de la statue d'Antinoüs à Delphes.

Cette page concerne les évènements survenus en 1894 en Grèce  :

## Évènement
- Découverte de la statue d'Antinoüs à Delphes.
- 20-27 avril : Séismes de 1894 d'Atalánti (en) (bilan : 255 morts).

## Création
- Comité olympique hellénique
- Ethniki Etaireia (en), organisation secrète nationaliste grecque créée par un certain nombre de jeunes officiers nationalistes, partisans de la Grande Idée.
- Ouzo Plomari (en)

## Naissance
- Élli Alexíou, écrivaine.
- Chrysóstomos Ganiáris (el), éditeur.
- Theódoros Leondarítis (el), policier.
- Chrístos Zalokóstas, écrivain, escrimeur et personnalité politique.
- Polýgnotos Vagís (el), sculpteur.

## Décès
- Théodore Chaboisseau (d), botaniste français.
- Spyrídon Ikonomídis (el), chimiste.
- Ivan Jastrebov (en), historien, ethnographe et diplomate.
- Kóstas Krystállis, poète et écrivain.
- Athanásios Kyzikinós (el), mathématicien et professeur d'université.
- Jacques Marie Trichaud, chanoine, prédicateur et historien français.